# Leah Keshet
Leah Edelstein-Keshet es una bióloga matemática israelí-canadiense.
Edelstein-Keshet es conocida por sus contribuciones al campo de la biología matemática y la biofísica. Su investigación abarca muchos temas, incluida la biología subcelular, la ecología y la investigación biomédica, con un enfoque particular en la motilidad celular y el citoesqueleto, el modelado de fisiología y enfermedades, como la diabetes autoinmune y el comportamiento de enjambre y agregación en organismos sociales.
Es profesora de tiempo completo en la Universidad de Columbia Británica en Vancouver, Canadá.

## Primeros años y educación
La Dra. Edelstein-Keshet nació en Israel y se mudó a Canadá con sus padres cuando tenía 12 años. Obtuvo su Licenciatura en Ciencias y Maestría en Ciencias en Matemáticas de la Universidad de Dalhousie y recibió en 1982 su doctorado en Matemáticas Aplicadas del Instituto Weizmann de Ciencias en Israel, donde fue supervisada por Lee Segel.

## Carrera
La Dra. Edelstein-Keshet ocupó cargos docentes en la Universidad Brown y la Universidad Duke antes de moverse a la Universidad de Columbia Británica como profesora adjunta en 1989, donde ahora es directora adjunta (en asuntos de la facultad). Es autora de tres libros, incluyendo Mathematical Models (Modelos matemáticos en biología) en la serie SIAM Series Classic in Applied Mathematics (Clásicos en matemáticas aplicadas). En 1995 se convirtió en la primera mujer presidenta de la Society for Mathematical Biology.

## Premios y reconocimientos
En 2003 recibió el premio Krieger-Nelson de la Canadian Mathematical Society. Se convirtió en miembro de la Sociedad de Matemáticas Aplicadas e Industriales en 2014 «por sus contribuciones a las matemáticas y el modelado de la célula, el sistema inmunológico y los enjambres biológicos, así como a la educación matemática aplicada». También recibió un Premio de la Facultad de Ciencias por Liderazgo de la Universidad de Columbia Británica. Es la conferencista del Premio SIAM John von Neumann 2022.